# Mirko Palazzi
Mirko Palazzi (* 21. März 1987) ist ein san-marinesischer Fußballspieler.

## Karriere

### Im Verein
Palazzi begann seine Karriere beim AC Rimini 1912, wurde anschließend viermal verliehen. Bei SP Tre Penne erzielte er in 21 Partien zwölf Tore. Bei der Qualifikation zur Europa League erzielte er am 15. Juli 2010 bei der 2:9-Niederlage gegen HŠK Zrinjski Mostar beide Tore. Nach seiner Rückkehr zu Rimini spielte er dort bis 2013, danach wechselte er zu Cosenza Calcio und blieb eine Saison. Weitere Stationen, zumeist für Mannschaften des Campionato Sammarinese di Calcio oder der Serie D, folgten.

### Nationalmannschaft
Palazzi wird regelmäßig für die san-marinesische Nationalmannschaft berufen. Bei der 0:13-Niederlage gegen Deutschland, der höchsten Niederlage in der Verbandsgeschichte, hat er gespielt.